# Elano
Elano Blumer (normalt bare kendt som Elano) (født 14. juni 1981 i Iracemápolis, Brasilien) er en brasiliansk tidligere fodboldspiller, der spillede som midtbanespiller. Han spillede blandt andet for Santos FC fra 2011-2012 og tidligere for Galatasaray (2009-2011), hvor han kom til fra den engelske storklub Manchester City. Derudover har han optrådt for Santos FC i sit hjemland samt for Shakhtar Donetsk i Ukraine.
Med Santos FC blev Elano to gange, i 2002 og 2004, brasiliansk mester. Efter skiftet til Europa var han med til at gøre Shakhtar Donetsk til ukrainsk mester i både 2005 og 2006. I 2005 vandt man desuden landets pokalturnering. 

## Landshold
Elano nåede i sin tid som landsholdsspiller (2004-2011) at spille 50 kampe og score ni mål for Brasiliens landshold, som han debuterede for i januar 2004. Han var blandt andet en del af truppen, der vandt guld ved Copa América i 2007, og var også med til at vinde Confederations Cup 2009 i Sydafrika. Han blev desuden udtaget til VM i 2010 i Sydafrika.

## Titler
Brasiliansk Mesterskab
- 2002 og 2004 med Santos FC

Ukrainsk Mesterskab
- 2005 og 2006 med Shakhtar Donetsk

Ukrainsk Pokalturnering
- 2005 med Shakhtar Donetsk

Copa América
- 2007 med Brasilien

Confederations Cup
- 2009 med Brasilien